# Kerron Clement
Kerron Clement (n. 31 octombrie 1985, Port of Spain, Trinidad și Tobago) este un alergător în proba de garduri ce a reprezentat Statele Unite ale Americii, medaliat olimpic. A participat la 3 ediții ale Jocurilor Olimpice (2008, 2012, 2016) în care a câștigat două medalii de aur și o medalie de argint în probele de 400 m garduri și 4x400 m.

## Palmares
| An   | Competiție                     | Locație                  | Loc | Eveniment     | Note    |
| ---- | ------------------------------ | ------------------------ | --- | ------------- | ------- |
| 2004 | Campionatul Mondial de Juniori | Grosseto, Italia         | 1   | 400 m garduri | 48,51   |
| 2004 | Campionatul Mondial de Juniori | Grosseto, Italia         | 1   | 4x400 m       | 3:01,09 |
| 2005 | Campionatul Mondial            | Helsinki, Finlanda       | 4   | 400 m garduri | 48,18   |
| 2006 | Cupa Mondială                  | Atena, Grecia            | 1   | 400 m garduri | 48,12   |
| 2007 | Campionatul Mondial            | Osaka, Japonia           | 1   | 400 m garduri | 47,61   |
| 2007 | Campionatul Mondial            | Osaka, Japonia           | 1   | 4x400 m       | 3:01,46 |
| 2008 | Jocurile Olimpice              | Beijing, China           | 2   | 400 m garduri | 47,98   |
| 2008 | Jocurile Olimpice              | Beijing, China           | 1   | 4x400 m       | 2:55,39 |
| 2009 | Campionatul Mondial            | Berlin, Germania         | 1   | 400 m garduri | 47,91   |
| 2009 | Campionatul Mondial            | Berlin, Germania         | 1   | 4x400 m       | 2:57,86 |
| 2010 | Campionatul Mondial în sală    | Doha, Qatar              | 1   | 4x400 m       | 3:05,78 |
| 2011 | Campionatul Mondial            | Daegu, Coreea de Sud     | 24  | 400 m garduri | 52,11   |
| 2012 | Jocurile Olimpice              | Londra, Marea Britanie   | 8   | 400 m garduri | 49,15   |
| 2013 | Campionatul Mondial            | Moscova, Rusia           | 8   | 400 m garduri | 49,08   |
| 2015 | Jocurile Panamericane          | Toronto, Canada          | 4   | 400 m garduri | 48,72   |
| 2015 | Jocurile Panamericane          | Toronto, Canada          | 3   | 4x400 m       | 3:00,21 |
| 2015 | Campionatul Mondial            | Beijing, China           | 4   | 400 m garduri | 48,18   |
| 2016 | Jocurile Olimpice              | Rio de Janeiro, Brazilia | 1   | 400 m garduri | 47,73   |
| 2017 | Campionatul Mondial            | Londra, Marea Britanie   | 3   | 400 m garduri | 48,52   |

1. 1 2 3  Sportivul a participat doar la calificări.

## Legături externe
- Materiale media legate de Kerron Clement la Wikimedia Commons
- en Kerron Clement la World Athletics
- en Kerron Clement la Olympedia.org